# Basilica di San Lorenzo (Firenze)
La basilica di San Lorenzo è uno dei principali luoghi di culto cattolici di Firenze, situata nell'omonima piazza nel centro storico della città. È una delle chiese che si contendono il titolo di più antica della città ed ha la dignità di basilica minore. Nei pressi della chiesa si tiene il mercato di San Lorenzo.

## Storia

### Origini
Fu fondata, secondo la tradizione, nel corso del IV secolo su un'altura nei pressi del corso (poi deviato) del Mugnone, grazie alla donazione di Giuliana, matrona di origine ebraica. Già nel 393 veniva consacrata come cattedrale cittadina al martire Lorenzo, alla presenza di sant'Ambrogio e di san Zanobi. La zona all'epoca era appena fuori dalle mura, come la maggior parte dei siti delle primitive basiliche cristiane nelle città romane.
Il monticulus Sancti Laurentii oggi è occultato dalla gradinata che risale, nella sua sistemazione attuale, al 1912-1913. Della chiesa primitiva non resta pressoché niente. Tracce archeologiche frammentarie, non collegabili organicamente, sono venute alla luce qua e là sotto il pavimento della cripta, nel corso di scavi negli anni sessanta e settanta del Novecento. Resti di abitazioni e botteghe costruiti a ridosso della chiesa furono rinvenuti nei lavori del 1912-1913.

### Medioevo
Per trecento anni San Lorenzo fu la cattedrale di Firenze, prima di cedere lo status a Santa Reparata, quando vennero solennemente traslate le spoglie del vescovo di Firenze, san Zanobi.
Nei pressi di San Lorenzo sembra avesse la residenza Matilde di Canossa (morta nel 1115), duchessa di Toscana, che da qui riuscì a garantire una certa concordia tra i partiti cittadini dell'epoca.
La chiesa fu ampliata e riconsacrata una prima volta nel 1059, per iniziativa del vescovo Gherardo di Borgogna, quando divenne papa col nome di Niccolò II; in quell'occasione, fu dotata anche di un capitolo di canonici, che diede impulso alla costruzione di alcuni ambienti, come il chiostro a lato della chiesa.

### Fase medicea

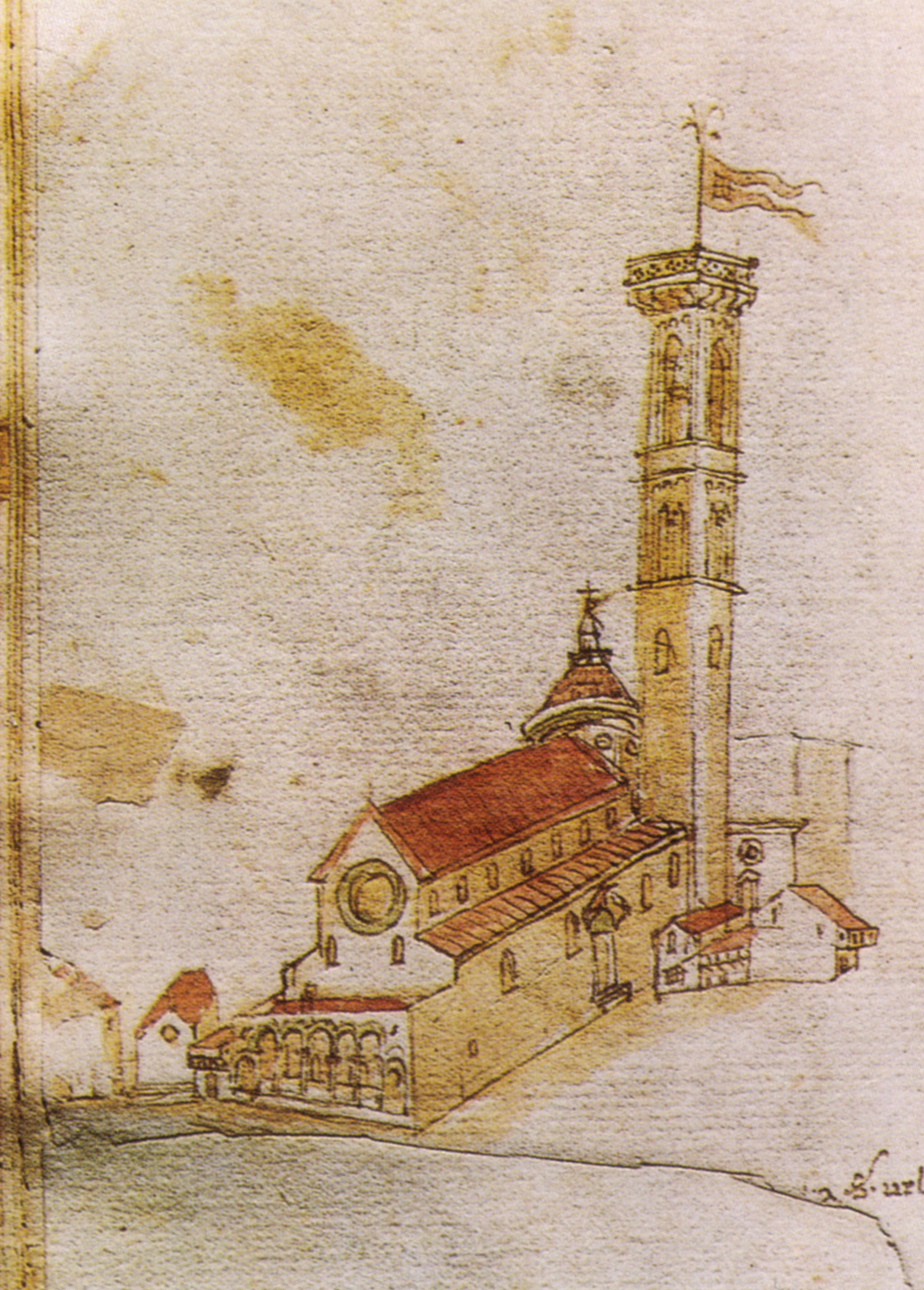
La basilica di San Lorenzo nel Codice Rustici (XV secolo)

Fu deliberato dai canonici un nuovo ampliamento all'inizio del XV secolo, ma i lavori procedettero inizialmente molto a rilento. Nel 1418 il priore Matteo Dolfini ottenne dalla Signoria il permesso per abbattere alcune case per ingrandire il transetto della chiesa e il 10 agosto 1421 egli celebrò una solenne cerimonia per benedire l'inizio dei lavori. Tra i finanziatori c'era il ricchissimo banchiere Giovanni di Bicci de' Medici, che abitava nel quartiere, e che fece probabilmente il nome dell'architetto che già stava lavorando alla sua cappella, l'odierna Sagrestia Vecchia, cioè Filippo Brunelleschi. La ricostruzione dell'intera chiesa fu un progetto che dovette maturare in un secondo momento, probabilmente dopo il 1421, quando morì il Dolfini. L'inizio dell'intervento brunelleschiano viene generalmente collocato in quell'anno.
Mentre la sagrestia veniva terminata nel 1428 (e nel 1429 vi si celebrarono le esequie solenni di Giovanni de' Medici), i lavori alla chiesa erano invece andati poco avanti ed erano pressoché bloccati. Dopo il 1441 si prese l'onere quasi per intero della ricostruzione Cosimo de' Medici, figlio di Giovanni, ma i progressi continuarono ad essere lenti, segnati da incertezze e interruzioni. In questa seconda fase la direzione dei lavori passò probabilmente a Michelozzo, architetto del vicino palazzo Medici ed erede di numerosi cantieri avviati da Brunelleschi, ormai anziano e concentrato su altre opere.
Dal 1457 fu alla direzione del cantiere Antonio Manetti Ciaccheri e nel 1461, a lavori pressoché ultimati, venne consacrato l'altare maggiore. Tre anni dopo Cosimo de' Medici moriva e veniva sepolto in una cripta sotterranea, posta in un pilastro esattamente al di sotto dell'altare centrale.
Da allora San Lorenzo divenne il luogo di sepoltura dei componenti della famiglia Medici, tradizione proseguita, salvo alcune eccezioni, fino ai granduchi e all'estinzione della casata. Tale usanza venne anche ripresa, per analogia, dai successivi membri della dinastia Lorena, usando i sotterranei della basilica per le proprie sepolture.
La facciata della chiesa era rimasta incompiuta: papa Leone X, Medici, dopo un concorso a cui parteciparono grandissimi artisti come Raffaello e Giuliano da Sangallo, diede a Michelangelo il compito di progettarne una nel 1518. L'artista eseguì un modello ligneo di una facciata classica e proporzionata, ma l'opera non fu ugualmente portata a termine, per problemi tecnici e finanziari insorti già dall'approvvigionamento dei materiali. Pochi anni dopo, il progetto michelangiolesco per San Lorenzo venne utilizzato nella realizzazione della facciata della basilica di San Bernardino all'Aquila ad opera di Cola dell'Amatrice.
Sempre Leone X commissionò la Sagrestia Nuova al grande artista, per conservare i sepolcri dei due rampolli di casa Medici, Lorenzo duca d'Urbino e Giuliano Duca di Nemours, che erano morti entrambi sui trent'anni con grande costernazione del papa che tanto si era adoperato per la loro affermazione. L'opera fu realizzata a più riprese, includendo anche le tombe di Lorenzo il Magnifico e suo fratello Giuliano, ma con grande lentezza e un graduale ridimensionamento dei progetti, finché, messo alle strette per il suo appoggio antimediceo alla Repubblica fiorentina, Michelangelo barattò un salvacondotto con una conclusione parziale dell'opera.
Clemente VII, l'altro papa Medici, non mancò pure di arricchire il complesso di San Lorenzo, incaricando Michelangelo di realizzare la Biblioteca Medicea Laurenziana, mentre dentro la chiesa fece costruire su progetto dello stesso artista il balcone nella controfacciata per l'esposizione delle reliquie.
La vasta cappella dei Principi, separata, dietro l'altare maggiore, fu un'impresa grandiosa avviata al tempo di Ferdinando I; i Medici la stavano ancora pagando quando l'ultimo membro, Anna Maria Luisa de' Medici, morì nel 1743.
Il piccolo campanile risale invece al 1740, opera di Ferdinando Ruggieri.
L'ultima della dinastia, Anna Maria Ludovica, commissionò l'ultima opera importante nella basilica: la decorazione della cupola con la Gloria dei santi fiorentini ad opera del pittore Vincenzo Meucci (1742), una magra compensazione però in confronto alla distruzione degli affreschi di Pontormo nel coro, perpetrata in quegli stessi anni.

### Periodo moderno

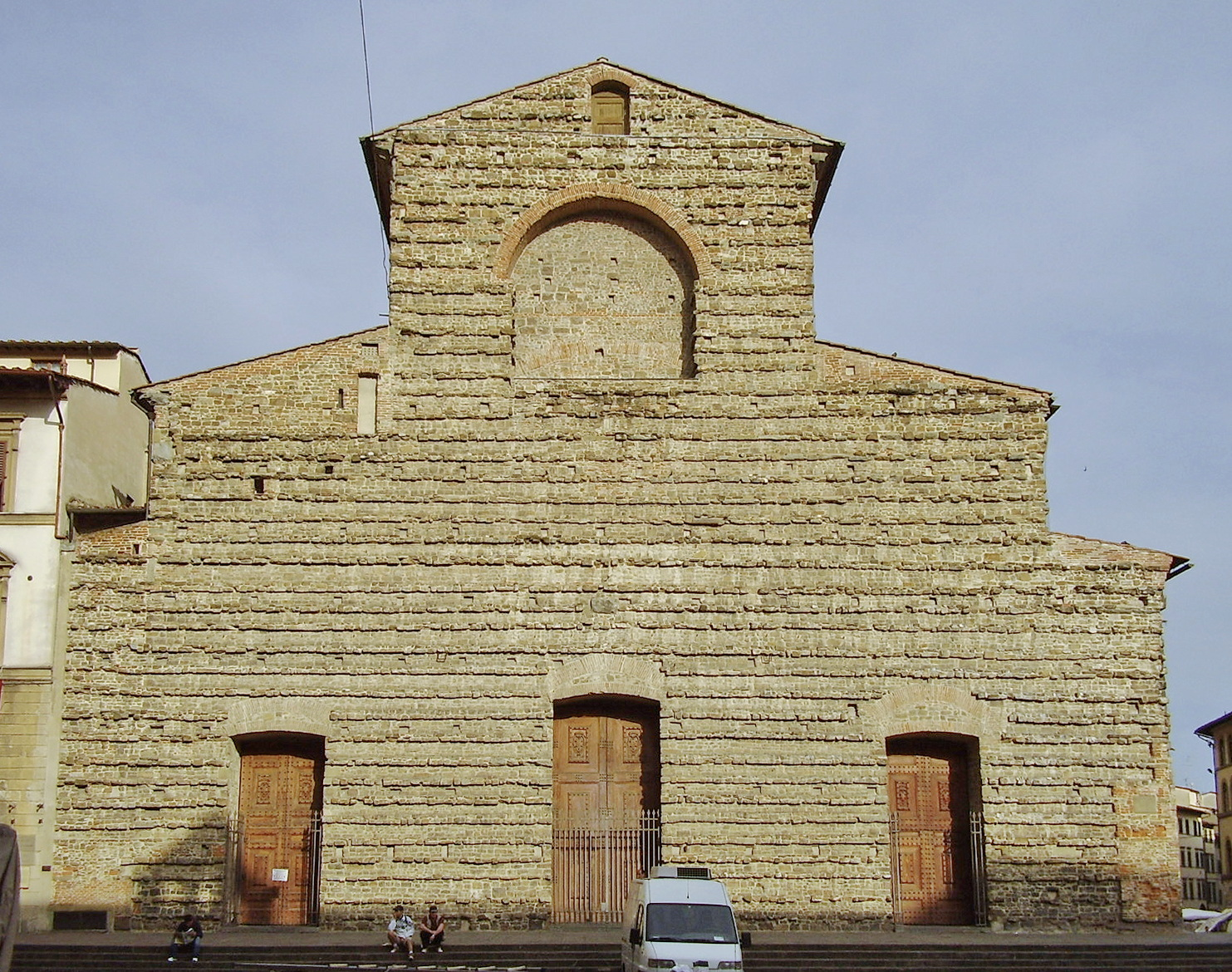
La facciata su piazza San Lorenzo

Con la soppressione ottocentesca degli enti religiosi, la biblioteca fu separata giuridicamente dal resto del complesso e venne creato il Museo delle Cappelle Medicee, di proprietà statale. Nel 1907 fu istituita l'Opera medicea laurenziana per la gestione e la salvaguardia della basilica.
Dal 1º marzo 2001 per accedere alla chiesa è richiesto il pagamento di un biglietto che va all'Opera Laurenziana. Per le conseguenze della storia negli ultimi due secoli, il complesso laurenziano, uno dei più importanti di tutta Firenze, si presenta oggi con un'immagine frammentaria, corrispondente ai diversi usi degli ambienti: religioso, turistico, museale, bibliotecario. Per visitare il complesso, fatti salvi il chiostro principale, a ingresso gratuito, e le zone riservate ai religiosi (non accessibili), si devono oggi staccare tre biglietti diversi, fruibili con orari di visita differenti: uno per la basilica, la Sagrestia Vecchia e la cripta, uno per la cappella dei Principi e la Sagrestia Nuova, uno infine per gli ambienti monumentali della Biblioteca Medicea Laurenziana, aperti per lo più solo in occasione delle regolari mostre temporanee.
Nel luglio 2011 l'allora sindaco Matteo Renzi propose di completare la facciata della chiesa con il progetto di Michelangelo del 1515, da realizzare per il cinquecentenario, 2015. La proposta si rifaceva alle edificazioni ottocentesche di due delle principali chiese fiorentine: Santa Croce, la cui facciata fu realizzata tra il 1853 e il 1863, e Santa Maria del Fiore, realizzata tra il 1871 e il 1887. L'iniziativa, che avrebbe dovuto passare da un referendum popolare, non ebbe seguito.

## Descrizione

### Architettura esterna
La facciata di San Lorenzo è a capanna digradante, con pietra grezza a vista su cui si aprono tre portali centinati. Il fianco destro è in pietra liscia, decorato da un ordine di arcate cieche e lesene. Su questo lato si vede anche l'esterno della sagrestia Nuova di Michelangelo, dotata di cupoletta coperta a scaglie, conclusa da una lanterna con colonnine marmoree. Attiguo alla Sagrestia Nuova si erge il campanile alto 54 metri; esso ospita al suo interno tre campane di grandi dimensioni, di cui le due maggiori furono donate nel 1740 da Gian Gastone de' Medici, mentre la campana minore è stata aggiunta dalle fonderie Ecat di Mondovì (CN) nel 2019, a seguito dei restauri che sono terminati in quell'anno.
In alto, sopra il tiburio, è impostata la grande cupola della cappella dei Principi, coperta da embrici.
Sul retro della chiesa (con accesso dal retro su piazza Madonna degli Aldobrandini) si apre la grandiosa cappella dei Principi, con la sua grande cupola che a Firenze è la seconda per grandezza dopo quella del duomo.

### Architettura interna

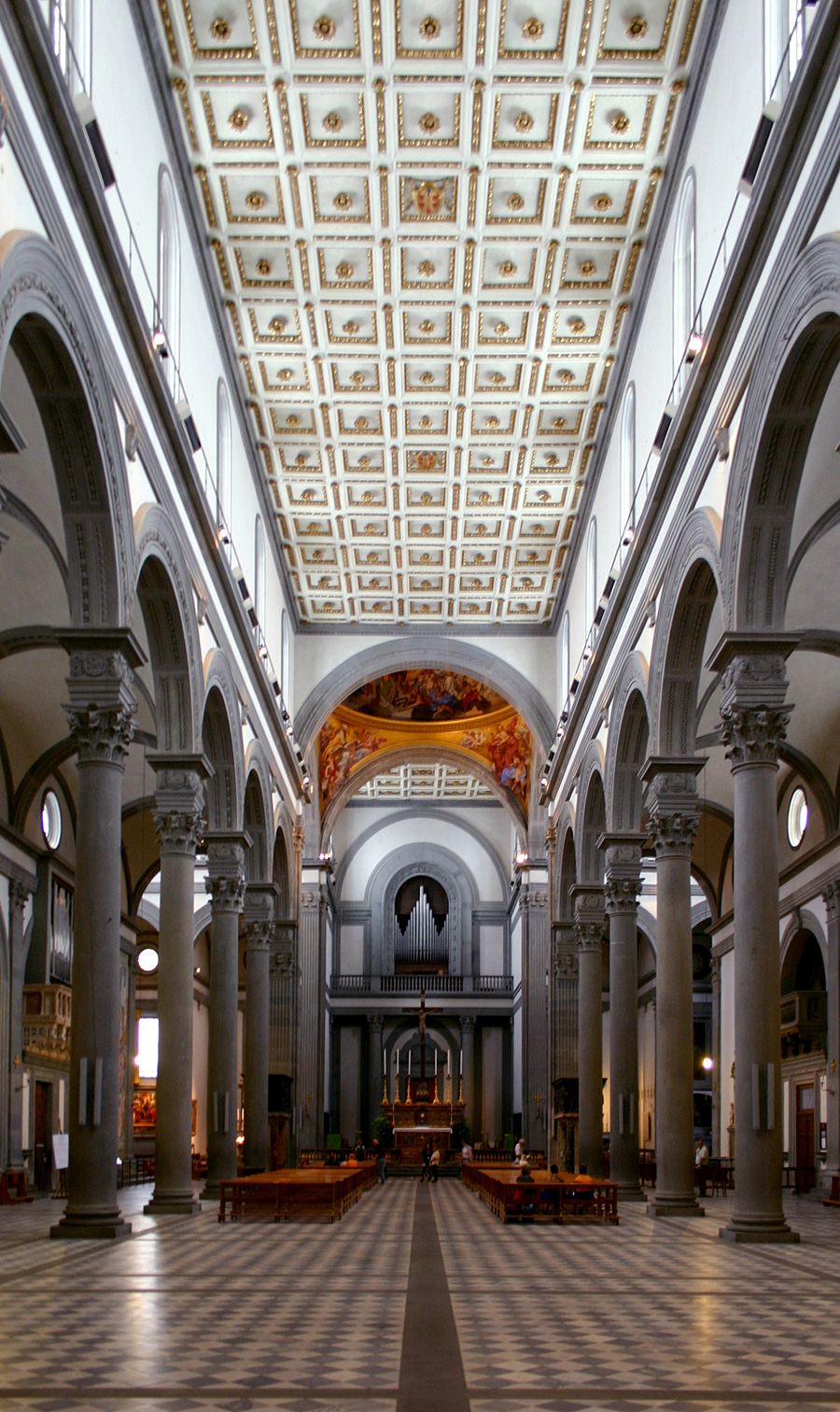
La basilica (interno). Si noti, sullo sfondo, il grande Organo Serassi

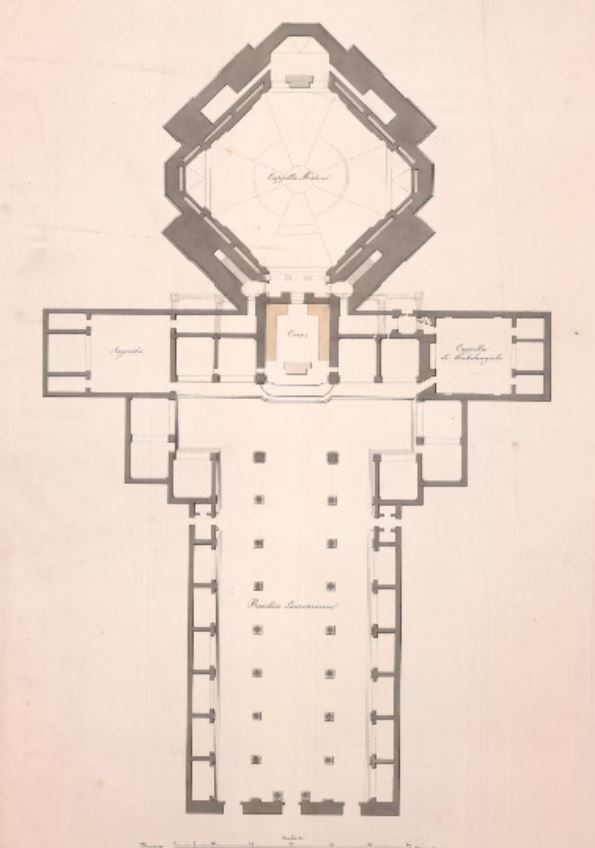
Pianta della basilica e delle cappelle

La chiesa è a croce latina a tre navate, con cappelle laterali lungo le navi laterali e il transetto. All'incrocio dei bracci si trova una cupola. L'impianto, come in altre opere di Brunelleschi, si ispira ad altre opere della tradizione medievale fiorentina, come Santa Croce, Santa Maria Novella o Santa Trinita, ma a partire da questi modelli Brunelleschi prese spunto per qualcosa di più rigoroso, con esiti rivoluzionari. L'innovazione fondamentale sta nell'organizzazione degli spazi lungo l'asse mediano applicando un modulo (sia in pianta che in alzato), corrispondente alla dimensione di una campata quadrata, con la base di 11 braccia fiorentine, circa lo stesso dello Spedale degli Innocenti (10 braccia fiorentine), edificato dal 1419. L'uso del modulo regolare, con la conseguente ripetizione ritmica delle membrature architettoniche, definisce una scansione prospettica di grande chiarezza e suggestione. Le due navate laterali sono state definite come lo sviluppo simmetrico del loggiato dello spedale, applicato per la prima volta all'interno di una chiesa: anche qui infatti l'uso della campata quadrata e della volta a vela genera la sensazione di uno spazio scandito come una serie regolare di cubi immaginari sormontati da semisfere.
Le pareti laterali sono decorate da paraste che inquadrano gli archi a tutto sesto delle cappelle. Queste ultime però non sono proporzionate al modulo e si pensa che siano una manomissione al progetto originale di Brunelleschi, messa in atto almeno dopo la sua morte (1446). Inoltre la razionalità dell'impianto nel piedicroce non trova un riscontro di analoga lucidità nel transetto, poiché qui probabilmente Brunelleschi dovette adattarsi alle fondazioni già avviate dal Dolfini. In base a rilievi, studi delle fondazioni, indagini d'archivio e a un disegno di Giuliano da Sangallo dell'inizio del XV secolo si è ricostruito che il progetto originale dovesse prevedere un giro di cappelle a pianta quadrata (invece che rettangolare come sono adesso), con volta a vela e abside sulla parete di fondo, che proseguisse anche in controfacciata e alle testate del transetto e del presbiterio, dove erano previste coppie di cappelle simmetriche su ciascuna estremità: un modello rivoluzionario, che l'architetto provò ad applicare anni dopo, con risultati più coerenti, nella basilica di Santo Spirito.
Nonostante le alterazioni la basilica trasmette ancora un senso di concezione razionale dello spazio, sottolineata dalle membrature architettoniche portanti in pietra serena, che risalta sull'intonaco bianco secondo il più riconoscibile stile brunelleschiano.
L'interno è estremamente luminoso, grazie alla serie di finestre ad arco che corre lungo il claristorio. Le colonne poggiano su corti plinti, hanno fusti lisci e terminano nell'innovativo "dado brunelleschiano", composto dal capitello corinzio e da un pulvino cubico, composto da fregio con rilievi di protome angeliche e graticole di san Lorenzo. Le arcate della navata sono a tutto sesto, sovrastate da una cornice sporgente. Il soffitto della navata centrale è decorato a lacunari, con rosoni dorati su sfondo bianco, ma il progetto di Brunelleschi prevedeva una volta a botte, anche nel transetto, mentre le navate laterali sono coperte da volte a vela. Ciascuna cappella laterale è sollevata di tre gradini, fiancheggiata da paraste e sormontata da un arco a tutto sesto, che si raccorda al cornicione con una mensola.

### Controfacciata
Le decorazioni delle membrature architettoniche della basilica, con putti e motivi vegetali, sono opera delle botteghe di Antonio e Tommaso Rossellino, con l'aiuto di Pagno di Lapo Portigiani (seconda metà del XV secolo).
La facciata interna è composta dalla Tribuna delle reliquie di Michelangelo (1531-1532), sormontata nel XIX secolo da un grande scudo con la croce sabauda a grisaille.

### Navata destra

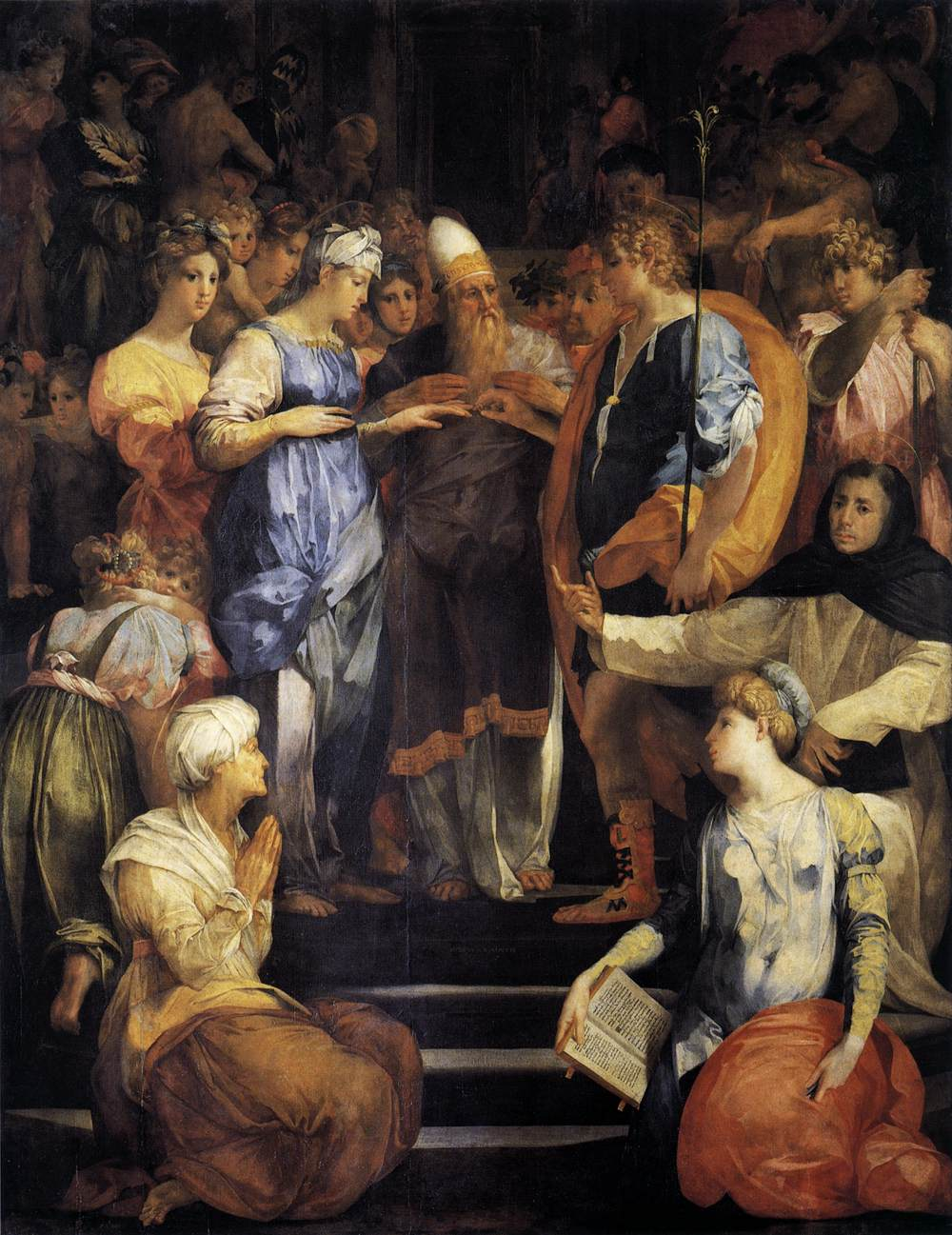
Rosso Fiorentino, Sposalizio della Vergine

La prima cappella custodisce all'altare il Martirio di san Sebastiano dell'Empoli, mentre nella seconda si trova lo Sposalizio della Vergine (1523), capolavoro del manierismo toscano di Rosso Fiorentino, in cui Maria e Giuseppe sono i due giovani attori in una gioiosa festa popolata da vari invitati, dentro una composizione anticonvenzionale e con una stesura del colore particolarmente vivace. Sulla parete sinistra di questa cappella si trova anche la lastra tombale del musicista Francesco Landini (1397), tra i fondatori dell'Ars Nova. 
Nella terza cappella, la Inghirami, presenta all'altare la tela con San Lorenzo che solleva le anime del Purgatorio di Niccolò Lapi, del 1714, mentre nella quarta si trova l'Assunta di Michele di Ridolfo del Ghirlandaio. La tela con Gesù Crocifisso tra i Santi Girolamo, Francesco e la Maddalena di Pier Dandini orna l'altare della quinta cappella. La seguente cappella conserva la tavola con l'Adorazione dei Magi di Girolamo Macchietti, commissionata nel 1567 dal marchese Pandolfo Lotteringhi della Stufa per la sua cappella a lato della maggiore e completata l'anno successivo. La pala è la prima opera pubblica del pittore, nella quale l'affollamento e la monumentalità delle figure si coniuga a un'influenza di Francesco Salviati, specialmente nella qualità della gamma cromatica, e a una certa verosimiglianza e a un'innovativa chiarezza narrativa. La settima cappella non ha decorazioni degne di nota.
Sulla parete che precede il transetto si trova il Tabernacolo eucaristico scolpito in marmo da Desiderio da Settignano nel 1460 circa, opera copiatissima e citatissima, che si distingue per la sua delicatezza. Nella base è raffigurata in rilievo una Pietà, mentre al di sopra due Angeli reggicandelabro affiancano il ciborio vero e proprio, incorniciato da uno scorcio prospettico di una chiesa popolata da angeli adoranti; in alto infine un Gesù Bambino benedicente, prototipo di un soggetto che ebbe vasta diffusione. Originariamente era situato nella cappella dei Santi Cosma e Damiano e poi in quella Neroni Altoviti.
Davanti ad esso si trova il Pulpito della Resurrezione, gemello del Pulpito della Passione sull'altro lato. Nati come semplici pannelli, assemblati in seguito nella forma attuale, sono le ultime opere del Donatello, in cui si coglie il suo spirito anticonformista e rivoluzionario fino all'estremo, portato avanti in un clima culturale ormai estraneo alle sue ricerche, dopo la sua lunga assenza in città di ritorno da Padova. Furono scolpiti in stile stiacciato con gli aiuti di Bertoldo di Giovanni e Bartolomeo Bellano nel 1460 circa. Il pulpito di destra mostra la Discesa agli inferi, la Resurrezione e l'Ascensione, in un'unica scena suddivisa da simboliche "porte", mentre altri episodi isolati sono le Marie al sepolcro, la Pentecoste e il Martirio di san Lorenzo. Negli episodi giudicati autografi si coglie un'intesa drammaticità, un uso spregiudicato dello spazio e una fortissima espressività, accentuata da una finitura spesso grezza, di assoluta modernità. San Luca e il Cristo deriso invece sono opere lignee del 1616 e 1634 trattate a imitazione del bronzo e aggiunte solo dopo il riassemblaggio. Sul fregio, entro un medaglione retto da due centauri, si trova la firma dell'artista.

### Braccio destro del transetto
La cappella destra del transetto destro contiene un frammento di sarcofago antico, già utilizzato come copertura della tomba del beato Niccolò Stenone (oggi sul lato opposto, in un monumento seicentesco), sopra il quale si trova un affresco della seconda metà del Trecento con una delicata Vergine, detta Madonna dei Canonici, opera di Niccolò di Tommaso. All'altare è un drammatico, polimaterico Crocifisso di Antonio del Pollaiolo, con il corpo in legno di sughero, il perizoma in tela gessata e i capelli di stoppa impastata di stucco. La vetrata policroma con Niccolò Stenone è opera del 1996 di Carlo Alberto Vanalesta.
La cappella alla testata del transetto è dedicata al Santissimo Sacramento, con un altare barocco sul quale è un Crocifisso secentesco forse di Ferdinando Tacca. Alla parete destra è appesa una tavola della fine del XV secolo con la Natività con i santi Marco e Francesco del cosiddetto Maestro del Tondo Borghese, pittore della bottega del Ghirlandaio). Sulle pareti esterne alla cappella, in alto a destra si trova una tela con un San Zanobi di Fabrizio Boschi (fine del XVI secolo) e alla parte opposta una Crocifissione di un artista ignoto, databile al 1580 circa.
La prima cappella da destra a fianco del presbiterio contiene alle pareti un monumenti funebre dedicato a Pietro Benvenuti scolpito da Aristodemo Costoli, del 1852 ed un monumento commemorativo a Bernardo Cennini, del figlio di Aristodemo, Leopoldo Costoli, del 1871. Sull'altare è una pala della seconda metà del Settecento con Sant'Anna che educa la Vergine. La cappella seguente non ha decorazioni di rilievo.

### Presbiterio
Davanti al presbiterio, una grata in bronzo tra i disegni geometrici del pavimento (in marmi policromi, porfido e serpentino che disegnano stemmi medicei) forma un monumento funebre terragno, realizzato da Andrea del Verrocchio, che segna il luogo di sepoltura corrispondente nella cripta sottostante di Cosimo de' Medici, pater patriae. Si tratta di una collocazione assolutamente eccezionale per una sepoltura civile, che ricalca quella delle tombe dei santi o delle più preziose reliquie, e che testimonia lo straordinario prestigio della dinastia medicea nella basilica laurenziana.
La cupola sovrastante, all'incrocio dei bracci del transetto, è decorata dalla Gloria dei santi fiorentini, un grande affresco di Vincenzo Meucci del 1742, voluto dall'Elettrice Palatina. Nei pennacchi sono raffigurati i Quattro padri della Chiesa dello stesso autore.
L'altare maggiore è in commesso di pietre dure, disegnato da Gaspare Maria Paoletti nel 1787, sormontato da un Crocifisso in marmo attribuito a Valerio Cioli. La forma mozza del coro, che un tempo era decorato da affreschi del Pontormo, risale alla sistemazione che ne fece Gaetano Baccani nel 1860 dopo la parziale demolizione settecentesca. 
Il presbiterio era decorato da un ciclo di affreschi commissionati da Cosimo I de' Medici, realizzati dal Pontormo (e completati dal Bronzino), che furono distrutti durante la ristrutturazione setrtecentesca del presbiterio.

### Braccio sinistro del transetto
Nella prima cappella a sinistra del presbiterio una teca in vetro contiene una Madonna col Bambino in legno attribuita a Giovanni Fetti, detta del Buonconsiglio, e databile a dopo il 1382, finita di restaurare nel 2024. Sulla parete destra è invece una tavola con San Lorenzo tra i santi Stefano e Leonardo attribuito a Raffaellino del Garbo, e su quella sinistra invece un'altra con la Natività coi santi Giuliano e Francesco di scuola del Ghirlandaio e del primo Cinquecento.
Nell'ultima cappella si trova una pala della bottega del Ghirlandaio (Sant'Antonio Abate in trono tra i santi Lorenzo e Giuliano e nella predella Storie dei tre santi) e un monumento di Giovanni Duprè dedicato a Berta Moltke Withfield Ferrari Corbelli, del 1864.

### Sagrestia Nuova
Edificata da Michelangelo a più riprese tra il 1521 ed il 1534, fa parte del progetto mediceo per avere una degna sepoltura per i membri della famiglia, che, nel frattempo, stava salendo gradualmente di rango grazie soprattutto all'elezione al soglio pontificio di Leone X e all'arrivo dei primi titoli ducali.
Michelangelo partì dalla stessa pianta della Sacrestia del Brunelleschi e realizzò la nuova Sagrestia all'estremità destra del transetto, divise lo spazio in forme più complesse, con archi trionfali che si aprono su delle specie di absidi. Incassati nelle due pareti laterali realizzò i sepolcri monumentali dedicati a Giuliano Duca di Nemours e suo nipote Lorenzo Duca d'Urbino, per i quali scolpì tre sculture ciascuno: le Allegorie del Tempo, adagiate sopra i sepolcri, e i ritratti soprastanti dei Duchi. Per la tomba di Giuliano de' Medici, seduto in fiera postura, scelse il Giorno e la Notte; per quella di Lorenzo, in posa malinconica e pensierosa, il Crepuscolo e l'Aurora.
Entrambe le statue guardano verso il centro della cappella dove Michelangelo realizzò e pose una Madonna con Gesù in grembo. Volgendo il loro sguardo alla rappresentazione sacra i duchi esprimono le inclinazioni religiose dell'artista, secondo il quale, quando le glorie terrene passano, solo la spiritualità e la religione riescono a dare sollievo alle inquietudini degli uomini. Completano il corredo le statue dei Santi Cosma e Damiano, opere di allievi di Michelangelo.
Sotto l'altare sono sepolti anche Lorenzo il Magnifico e suo fratello Giuliano de' Medici, per i quali non ci fu mai il tempo per costruire una sepoltura monumentale.

### Cappella dei Principi

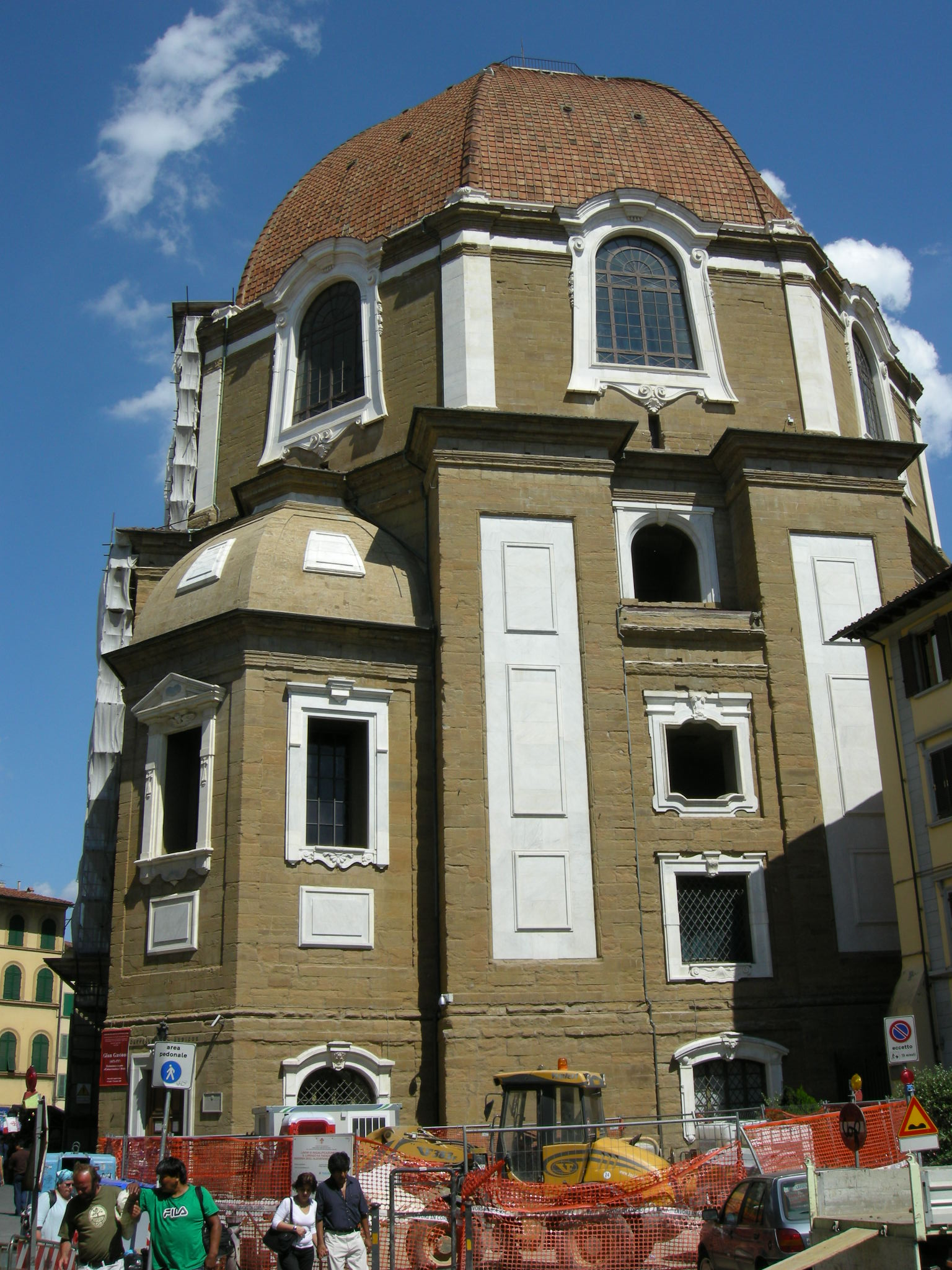
La Cappella dei Principi

Lo sfarzoso ambiente ottagonale è largo 28 metri ed è sormontato dalla cupola di San Lorenzo, la seconda per maestosità in città dopo quella del Brunelleschi.
Fu commissionato da Ferdinando I all'architetto Matteo Nigetti nel 1604, pare su disegno di Don Giovanni de' Medici, fratello dello stesso granduca. Anche Bernardo Buontalenti intervenne nel progetto.
Gli intarsi che decorano tutta la superficie della cappella sono stati creati con marmi scuri e pietre semipreziose, che creano un abbagliante effetto scenografico. Per la realizzazione di questa opera venne appositamente creato l'Opificio delle Pietre Dure, come laboratorio per l'arte del cosiddetto commesso fiorentino. Nella zoccolatura, dove sono riprodotti gli stemmi delle sedici città toscane fedeli alla famiglia dei Medici, si fece uso di pietre semipreziose, madreperla, lapislazzuli e corallo.
Le otto nicchie avrebbero dovuto ospitare le statue di tutti i granduchi, anche se furono poi realizzate soltanto quelle per Ferdinando I e Ferdinando II, opere entrambe di Pietro Tacca, eseguite tra il 1626 ed il 1642.
Al centro dell'atrio, nelle intenzioni dei committenti, doveva trovarsi il Santo Sepolcro, ma i vari tentativi di comprarlo o rubarlo a Gerusalemme fallirono.
I sarcofaghi sono in realtà cenotafi vuoti e le vere spoglie dei granduchi e dei loro familiari fino a Anna Maria Luisa de' Medici (ultima erede della dinastia, 1667-1743) sono conservati in ambienti sotterranei sotto la cripta.

### Sagrestia Vecchia

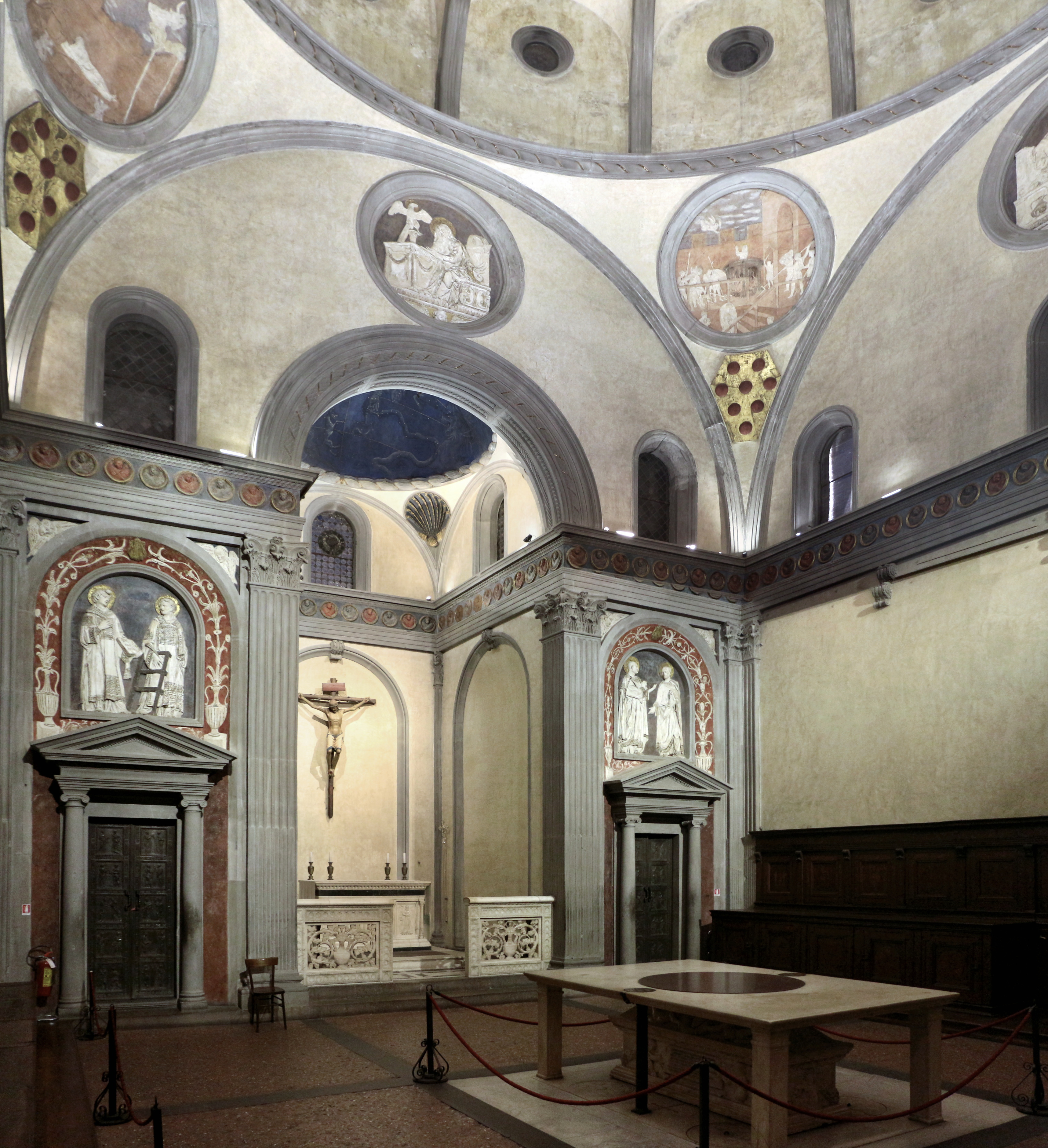
La Sagrestia Vecchia

Capolavoro del Quattrocento, fu la prima parte di San Lorenzo ad essere completata dal Brunelleschi, su incarico dei Medici che desideravano realizzarvi il proprio mausoleo (1421-1428) e si trova sulla parte sinistra del transetto.
La cappella, dedicata a San Giovanni Evangelista, è strutturata come uno spazio cubico, coperto da cupola emisferica a ombrello, ed è divisa in 12 spicchi da costoloni. Brunelleschi si trovò nella condizione di dover risolvere il rapporto fra spazi strutturalmente analoghi. Egli accostò due vani a base quadrata, ma di diversa altezza: la sacrestia vera e propria e la piccola scarsella dell'altare.
Il gioco coloristico della pietra grigia e dell'intonaco è ulteriormente esaltato dalla presenza degli stucchi dipinti: il fregio con i Cherubini e serafini, i tondi degli Evangelisti nelle pareti e quelli con le Storie di San Giovanni Evangelista nei pennacchi della cupola, opere di Donatello, autore anche dei battenti delle porte bronzee, con i Santi, Martiri, Apostoli e Padri della Chiesa. Il violento cromatismo e lo sperimentalismo esasperato delle opere di Donatello, anch'egli un protetto dei Medici, originarono un forte dissidio tra lo scultore ed il Brunelleschi, che lo accusò di voler distogliere l'attenzione dalle proporzioni architettoniche della cappella. Il dissidio fra due artisti, che erano stati una coppia affiatatissima per anni, portò poi all'esclusione di Donatello dalla decorazione di altre opere brunelleschiane come, ad esempio, la cappella dei Pazzi.
La perfetta fusione tra la rigorosità dell'architettura e la varietà della decorazione plastica ne fa "una delle creazioni più complete e coerenti del primo rinascimento fiorentino".
Gli affreschi della volta della cupola nell'abside raffigurano la situazione cosmologica del Sole, della Luna, dei cinque pianeti e delle costellazioni, come appariva su Firenze la notte del 4 luglio del 1442. Si suppone che la volta celeste sia stata dipinta dall'eclettico pittore-decoratore Giuliano d'Arrigo, detto Pesello. Opera autografa del Verrocchio è il monumento funebre a Giovanni (1421-1463) e Piero de' Medici, figli di Cosimo il Vecchio, commissionati nel 1472 dai figli dello stesso Piero, Lorenzo il Magnifico e Giuliano de' Medici. Il busto di San Lorenzo è attribuito a Desiderio da Settignano. Al centro, sotto la tavola marmorea con intarsi circolari in porfido, si trova la tomba di Giovanni di Bicci de' Medici e Piccarda Bueri di Andrea Cavalcanti (1434).
Sulla parete sinistra della cappella, in un'apertura decorata da una grata bronzea, si trova il monumento funebre a Piero e Giovanni de' Medici, del Verrocchio (1472), opera originalissima in marmi, bronzo e pietra serena, a cui si ispirarono numerose creazioni del Rinascimento fiorentino.

### Braccio sinistro del transetto
La cappella alla testata del transetto sinistro dedicata ai Santi Cosma e Damiano, detta anche "delle Reliquie". Strettamente connesso al patronato mediceo della vicina sagrestia Vecchia, l'ambiente contiene gli armadi lignei dove sono conservati i numerosi reliquiari in dotazione alla basilica. Sull'arcone di ingresso sono due affreschi attribuiti al Poccetti, raffiguranti i Santi Cosma e Damiano e San Carlo Borromeo e un altro prelato (datati entrambi 1611). L'altare è decorato da una tavola con la Madonna col Bambino trecentesca (attribuita all'eponimo Maestro della Madonna di San Lorenzo, seguace del Maestro della Santa Cecilia), incorniciata da una tela coi Santi Lorenzo, Ambrogio e Zanobi di Francesco Conti, del 1714. Sull'altare un'iscrizione dello stesso 1714 che ricorda Cosimo III de' Medici come "Etruscorum Rex".
Segue a sinistra la cappella Martelli. Il neorinascimentale Monumento a Donatello (di Dario Guidotti e Raffaello Romanelli, 1896), dedicato allo scultore fu realizzato nel punto corrispondente alla sua sepoltura che si trova nella cripta. Nella cappella è anche un'importante opera dello stesso Donatello, il Sarcofago della famiglia Martelli (1455 circa) forse realizzato in collaborazione con la sua bottega, realisticamente simulante una grande cesta di vimini. All'altare è un'altra importante opera rinascimentale, l'Annunciazione Martelli di Filippo Lippi (databile al quinto decennio del Quattrocento), la prima pala rettangolare della basilica che poi fu presa a modello per tutte le altre realizzate per gli altari della chiesa. La predella con Storie di san Niccolò è forse estranea all'opera, e fu realizzata dal Lippi con l'aiuto dell'assistente Francesco Pesellino. Sopra la pala è un Crocifisso ligneo policromato quattrocentesco di ambito germanico. Sulla parete sinistra è appesa la tela di Giuseppe Nicola Nasini con San Girolamo e l'angelo.

### Navata sinistra

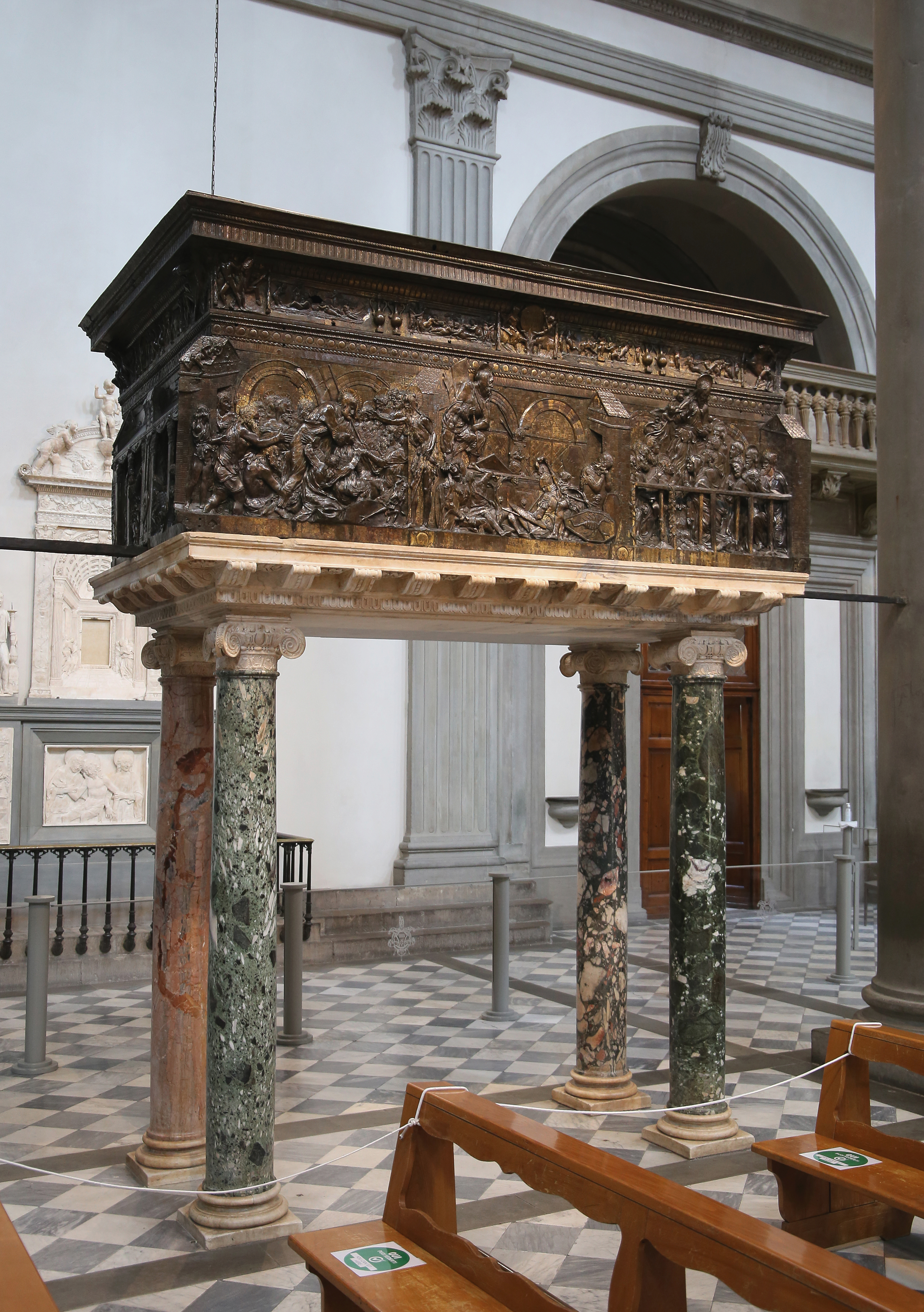
Il pulpito della Resurrezione di Donatello

La parete della navata sinistra vicino al transetto è ornata da un grande affresco col Martirio di san Lorenzo di Agnolo Bronzino eseguito tra 1565 e 1569, ricco ma parodiato campionario di citazioni michelangiolesche estrapolate dal loro contesto e giustapposte, ma non realmente fuse, in una composizione affollata di nudi senza «ordine di storia, né misura, né tempo, né varietà di teste», incardinata sulla solenne architettura classica. Alle due estremità sono diversi ritratti: a sinistra, sotto la statua di Mercurio, sono raffigurati lo stesso Bronzino, Pontormo e l'Allori, mentre a destra, sotto la statua di Ercole, sono tre ritratti non identificati e non riconosciuti sono anche i personaggi, forse scultori, sotto il braccio dell'imperatore Valeriano. Davanti ad esso si trova l'altro pulpito di Donatello, quello della Passione, col capolavoro della scena della Deposizione.
Sulla porta che dà sul chiostro si trova la cantoria per l'organo, già attribuita all'inizio del Novecento a Donatello, per le innegabili affinità con quella di Santa Maria del Fiore, di cui riprende lo schema architettonico e il fregio posto dietro a colonnine libere. In seguito la critica l'ha assegnata a maestranze di bottega, per la minore eleganza e libertà compositiva dei rilievi. Dovrebbe risalire agli anni sessanta del Quattrocento.
Nella sesta cappella sinistra si trova, all'altare, una pala di Pietro Annigoni con Cristo e San Giuseppe nella bottega, del 1964, dotata di un fondo oro arcaizzante ma notevole per la resa della scena tra padre e figlio, permeata di familiare raccoglimento, con san Giuseppe che sembra affettuosamente consapevole del ruolo del figlio, suggerito anche dall'asse in legno in primo piano che forma una croce. La quinta cappella è ornata di una Crocifissione di sant'Acazio e dei suoi compagni di Giovan Antonio Sogliani, mentre nella quarta è un interessante palinsesto formato da un Crocifisso ligneo di scuola tedesca (forse opera di Paolo Moerich) affiancato da due Dolenti su tela sagomata di Lorenzo Lippi, provenienti probabilmente da qualche confraternita avente sede presso la basilica e databili alla fine del quarto decennio del Seicento. La terza cappella presenta all'altare una tela di cultura accademica con la Madonna in trono tra i santi Lorenzo e Zanobi di Zanobi Canovai, del 1877, mentre la seconda è vivacizzata da una Crocifissione di Francesco Conti, proveniente da San Jacopo Soprarno e documentata al 1709. Un'altra tela con la Chiamata di san Matteo di Pietro Marchesini (1739 circa) si trova nella prima cappella.

### Cripta
Nella cripta di Bernardo Buontalenti sono sepolti circa cinquanta membri tra maggiori e minori della famiglia, mentre nella parte superiore, nella grande sala ottagonale sormontata da una cupola, vi sono i cenotafi (tombe vuote) monumentali dei granduchi di Toscana. Nella cripta è anche il Monumento funebre di Carolina di Sassonia, prima moglie del granduca Leopoldo II di Toscana, morta nel 1832. Si tratta di un'opera eseguita dall'opificio delle Pietre Dure in commesso fiorentino nel 1857. 

### Organi a canne

#### Organo maggiore

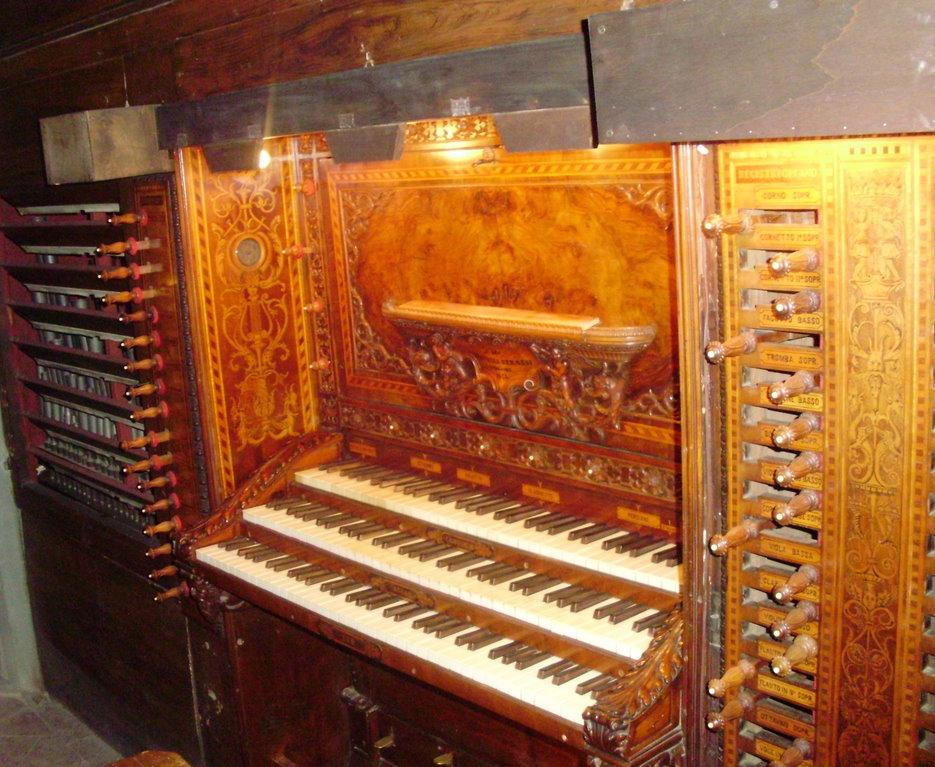
La consolle dell'organo Serassi

Il secondo organo, quello più grandioso, è stato costruito nel 1864-1865 dalla celebre fabbrica d'organi dei Fratelli Serassi di Bergamo per volere del governo italiano. È posizionato nell'abside, in alto.
Il sontuoso e imponente strumento si compone di tre tastiere di settanta tasti ciascuna e pedaliera dritta e 64 registri; la consolle è un capolavoro di ebanistica, con intagli finissimi e molto ornati. Il sistema di trasmissione è integralmente quello meccanico originale. A seguito di tale opera collocata da Giacomo Locatelli, tuttora ben conservata, il re Vittorio Emanuele II nominò il signor Giacomo Serassi cavaliere dell'Ordine dei Santi Maurizio e Lazzaro, e concesse alla ditta la facoltà di fregiare del Regio stemma l'insegna del suo stabilimento artistico industriale.

#### Organo rinascimentale
L'organo più antico, collocato nella cantoria di Donatello, è stato costruito nel 1502 dal volterrano Benedetto Vantaggini e successivamente ampliato dai fratelli Tronci nel 1773.
Nel 1896 Pietro Paoli di Campi Bisenzio rifece i mantici e aggiunse quattro tasti cromatici nella prima ottava e rifece la tastiera e la pedaliera.
In occasione del sedicesimo centenario della chiesa (1993-1994), l'organo è stato restaurato dall'organaro Riccardo Lorenzini di Montemurlo che ha ripristinato le caratteristiche originarie dello strumento.
Lo strumento ha una tastiera di 47 tasti con prima ottava corta ed una pedaliera scavezza di 14 pedali costantemente unita al manuale.

#### Organo del coro
Nel coro, celato dall'altare maggiore, vi è un terzo organo a canne che è stato costruito nel 1952 dalla ditta Tamburini e ampliato nel 2007. Possiede due tastiere di 61 note ciascuna ed una pedaliera concavo-radiale di 32. È a trasmissione elettrica.

## Chiostro dei Canonici

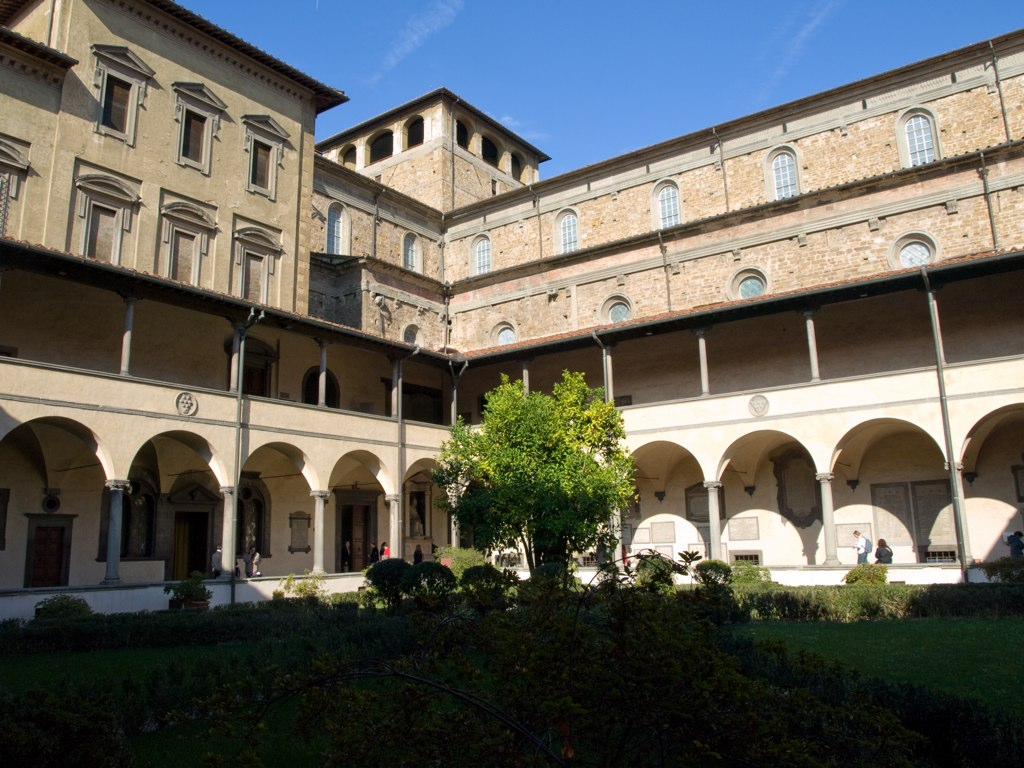
Il chiostro della basilica

Progettato da Brunelleschi, ma realizzato dopo la morte del maestro (1446) tra il 1457 e il 1460 dal suo allievo Antonio Manetti, è il chiostro principale del complesso. Presenta un doppio loggiato, con arcate a tutto sesto nel piano inferiore e architravato nel piano superiore, e vi si accede dal lato sinistro della facciata. Vi erano anticamente collocate le abitazioni dei canonici e i vari ambienti della vita monastica.
Sulla parete destra del portico d'ingresso è presente una Madonna con Bambino in stucco, opera di Desiderio da Settignano, con una cornice in terracotta invetriata (1513), oggi difficilmente ammirabile per il vetro protettivo sporco e l'altezza del posizionamento. Sullo stesso lato si trovano numerose lapidi fra le quali è interessante quella apposta per desiderio di Anna Maria Ludovica de' Medici al fine di ricordare i lavori di consolidamento del complesso nel 1742. Nell'angolo destro verso il transetto della basilica si accede alla Biblioteca Medicea Laurenziana, progettata da Michelangelo, mentre a fianco del portone si trova la statua marmorea del comense Paolo Giovio, vescovo di Nocera, eseguita da Francesco da Sangallo (firmata, 1560). Da qui si accede anche alla cripta, ristrutturata dal Buontalenti, che conserva le tombe di Cosimo il Vecchio e Donatello. Più avanti, una porta con timpano conduce alla cappella del Capitolo dei Canonici, con stalli lignei intagliati nel tardo Quattrocento.

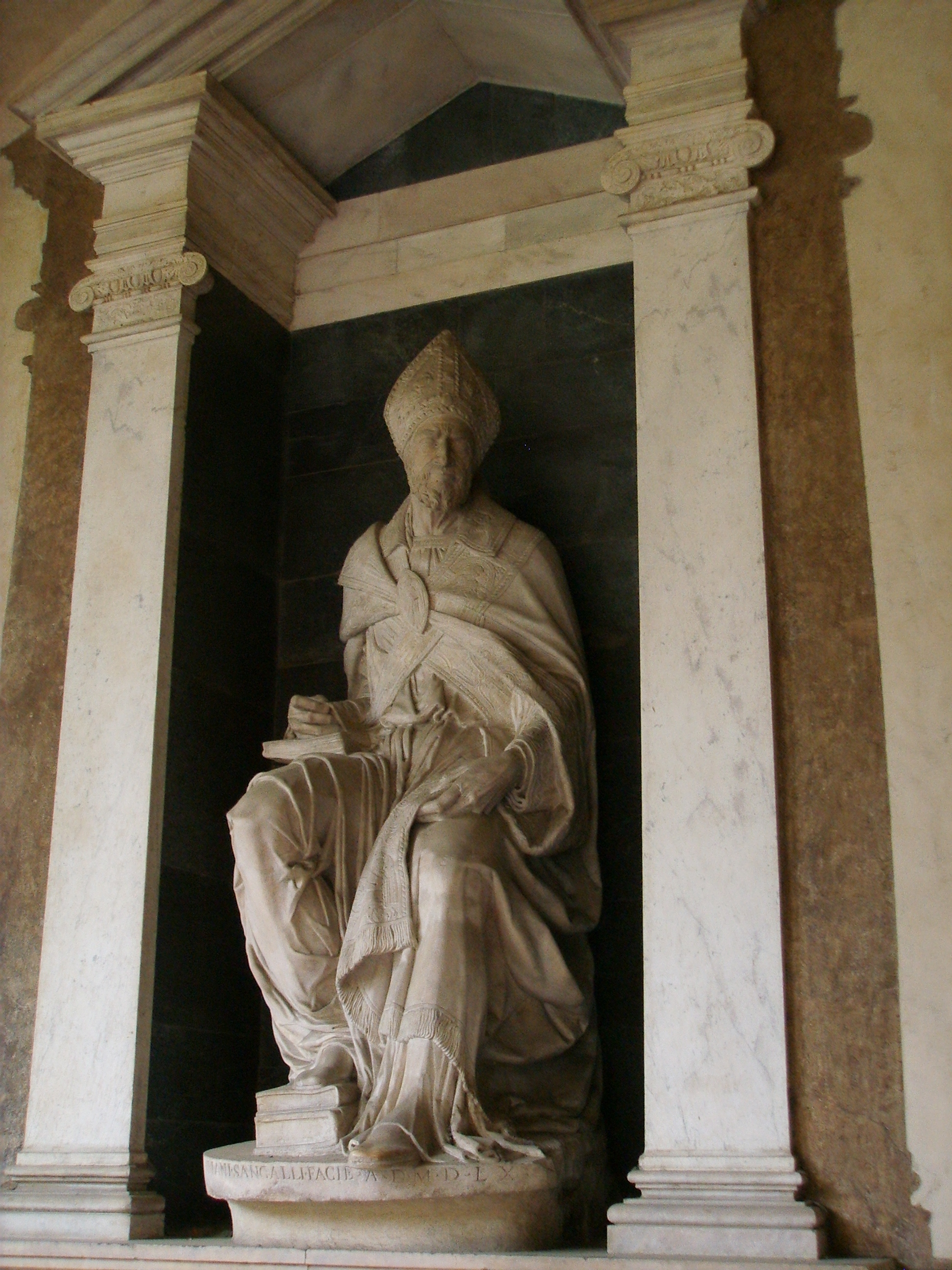
Francesco da Sangallo, Monumento a Paolo Giovio

## Monumenti funerari
- Bernardo Cennini (orafo e incisore, transetto sud)
- Donatello (transetto nord)
- Francesco Landini (navata sud)
- Niccolò Martelli (transetto nord)
- Cosimo de' Medici (di fronte all'altare maggiore, semplice lastra nel pavimento)
- Cosimo I de' Medici (Cappella dei Principi)
- Cosimo II de' Medici (Cappella dei Principi)
- Cosimo III de' Medici (Cappella dei Principi)
- Ferdinando I de' Medici (Cappella dei Principi)
- Ferdinando II de' Medici (Cappella dei Principi)
- Ferdinando III di Lorena (cripta)
- Francesco I de' Medici (Cappella dei Principi)
- Giovanni di Bicci de' Medici (Sagrestia Vecchia)
- Giovanni di Cosimo de' Medici (Sagrestia Vecchia)
- Giuliano di Lorenzo de' Medici (Sagrestia Nuova)
- Giuliano di Piero de' Medici (Sagrestia Nuova)
- Lorenzo il Magnifico (Sagrestia Nuova)
- Lorenzo Duca d'Urbino (Sagrestia Nuova)
- Maria Anna Carolina di Sassonia (transetto nord)
- Piero il Gottoso (Sagrestia Vecchia)

## Confraternite
Nella grande basilica e nei suoi annessi (soprattutto negli estesi sotterranei) si riunirono nel tempo molte Compagnie o confraternite. Tra le più importanti ci furono:
- Compagnia di Sant'Anna dei Palafrenieri
- Compagnia del Santissimo Sacramento di San Lorenzo
- Compagnia del Preziosissimo Sangue di Gesù
- Compagnia delle Sacre Stigmate di San Francesco d'Assisi

## Opere già in San Lorenzo
- Filippo Brunelleschi, Sacrificio di Isacco, oggi nel Bargello
- Lorenzo Ghiberti, Sacrificio di Isacco, oggi nel Bargello
- Fra Bartolomeo, Pala del Gran Consiglio, oggi al Museo di San Marco

## Mostre
Nel 2015, a seguito della riesumazione delle spoglie della principessa Anna Maria Luisa, il Museo delle Cappelle medicee a Firenze le ha dedicato una mostra di 77 opere volte ad approfondire le conoscenze sulla sua vita privata, le sue committenze artistiche e le sue scelte politiche.